# Olavi Sihvonen
Olavi Sihvonen (* 24. September 1918 in Ruokolahti; † 21. Oktober 1984 in Lahti) war ein finnischer Skilangläufer und Nordischer Kombinierer.
Sihvonen, der für den Vuoksenniskan Urheilijoita startete, belegte bei den nordischen Skiweltmeisterschaften 1938 in Lahti den 129. Platz über 18 km und den 31. Rang in der Nordischen Kombination. In den Jahren 1943, 1944 und 1946 gewann er bei den Lahti Ski Games in der Nordischen Kombination. Bei den Olympischen Winterspielen 1948 in St. Moritz lief er auf den 23. Platz über 18 km und auf den fünften Rang in der Nordischen Kombination.